# Eumecurus bineolata
Eumecurus bineolata är en insektsart som beskrevs av Alexander Fyodorovich Emeljanov 1992. Eumecurus bineolata ingår i släktet Eumecurus och familjen kilstritar. Inga underarter finns listade i Catalogue of Life.